# Primovula astra
Primovula astra là một loài ốc biển, là động vật thân mềm chân bụng sống ở biển thuộc họ Ovulidae.